# Route nationale 707
Die Route nationale 707, kurz N 707 oder RN 707, war eine französische Nationalstraße, die von 1933 bis 1973 zwischen Lanouaille und Nontron verlief. Ihre Länge betrug 53 Kilometer.